# Copa Libertadores
Copa Libertadores de América còn được gọi là Libertadores de América hay đơn giản với cái tên Copa Libertadores, (Tiếng Tây Ban Nha:  [Kopa liβertaðoɾes], Bồ Đào Nha:  [kɔpɐ libeʁtadoɾis]), là một giải đấu cấp câu lạc bộ hàng đầu ở Nam Mỹ và được tổ chức hàng năm bắt đầu từ năm 1960. Đây cũng là giải đấu bóng đá cấp câu lạc bộ có uy tín nhất tại Nam Mỹ và là một trong những sự kiện được nhiều khán giả theo dõi nhất trên thế giới, phát sóng ở 135 quốc gia trên toàn thế giới. Ngày nay, nó được tài trợ bởi Bridgestone và do đó, tên chính thức được gọi là Copa Bridgestone Libertadores. Giải đấu có tên danh dự là Libertadores (Bồ Đào Nha và Tây Ban Nha nghĩa là giải phóng quân), nhằm tưởng nhớ các nhà lãnh đạo chính trong các cuộc chiến tranh giành độc lập ở Nam Mỹ. Do đó, dịch theo nghĩa đen tên của giải đấu sẽ là "Cúp giải phóng quân của châu Mỹ".
Giải đấu đã có một số thay đổi trong suốt lịch sử của nó. Ban đầu, chỉ có các nhà vô địch của các giải đấu cấp quốc gia ở Nam Mỹ tham gia. Trong năm 1966, các á quân của các giải vô địch quốc gia Nam Mỹ bắt đầu được tham dự. Đến năm 1998, các đội bóng tới từ México đã được mời tham gia và thi đấu thường xuyên kể từ khi phiên bản giải đấu năm 2000, khi giải đấu đã được mở rộng từ 20 lên thành 32 đội. Hiện nay, mỗi quốc gia trong khu vực đều có 3 câu lạc bộ tranh tài trong các giải đấu, trong khi Argentina và Brazil từng có tới 5 câu lạc bộ tham gia. Theo truyền thống, luôn diễn ra các trận thi đấu tại vòng bảng nhưng số lượng của các đội trong mỗi bảng đấu đã thay đổi nhiều lần.
Trong giai đoạn hiện nay, giải đấu bao gồm 6 giai đoạn, với giai đoạn đầu tiên diễn ra vào đầu tháng 2. Sáu đội còn lại từ giai đoạn đầu tiên cùng 26 đội trong giai đoạn thứ hai, được chia thành tám bảng đấu thi đấu loạt trận vòng bảng. Tám đội đầu bảng và 8 đội nhì mỗi bảng sẽ vào bước vào 4 giai đoạn, hay còn gọi là vòng loại trực tiếp, mà kết thúc là một trận chung kết được tổ chức tại bất cứ sân vận động nào vào tháng 6 tới tháng 8. Đội chiến thắng ở Copa Libertadores sẽ có cơ hội tham gia thêm hai giải đấu uy tín nữa là: FIFA Club World Cup (Cúp thế giới các câu lạc bộ) và Recopa Sudamericana (Siêu cúp Nam Mỹ).
Đương kim vô địch là câu lạc bộ Flamengo của Brazil sau khi đánh bại River Plate trong trận chung kết tại sân  Estadio Monumental của Lima, Peru. Câu lạc bộ Independiente của Argentina hiện vẫn là câu lạc bộ thành công nhất trong lịch sử giải đấu, khi có tới 7 lần bước lên bục vinh quang, tiếp sau đó là Boca Juniors với chỉ một lần ít hơn . Argentina cũng là quốc gia hiện có số lần vô địch Copa Libertadores nhiều nhất với 25 lần trong khi Brazil lại là quốc gia có số lượng câu lạc bộ vô địch nhiều nhất, với tổng số là 9 câu lạc bộ đã giành được danh hiệu. Cho tới nay đã có 23 câu lạc bộ khác nhau đã vô địch giải đấu.
Tại Việt Nam, giải Copa Libertadores đang được phát sóng trên VTVCab và HTV.

## Lịch sử
Các cuộc đụng độ tại Copa Río de La Plata giữa các nhà vô địch của Argentina và Uruguay đã nhen nhóm ý tưởng về một giải đấu lục địa trong những năm 1930. Năm 1948, Giải vô địch Nam Mỹ Champions (tiếng Tây Ban Nha: Campeonato Sudamericano de Campeones) ra đời được tổ chức bởi câu lạc bộ Chile Colo-Colo tổ chức sau nhiều năm lập kế hoạch,đaay chính là giải đấu tiền thân trực tiếp dẫn đến sự ra đời của Copa Libertadores. Giải đấu được tổ chức tại Santiago, với sự tham gia của các nhà vô địch các giải đấu quốc gia hàng đầu trong khu vực. Giải đấu kết thúc với sự đăng quang của câu lạc bộ Vasco da Gama tới từ Brazil .
Tuy nhiên, mãi cho đến năm 1958 cơ sở và định hình của một giải đấu hàng đầu khu vực nhờ vào những nỗ lực của các nhà lãnh đạo hội đồng quản trị câu lạc bộ Peñarol. Ngày 5 tháng 3 năm 1959, tại Đại hội Nam Mỹ lần thứ 24 tổ chức tại Buenos Aires, ý kiến đã được sự chấp thuận bởi Ủy ban Quan hệ Quốc tế. Năm 1966, giải đấu được đặt tên để vinh danh những anh hùng trong phong trào giải phóng Nam Mỹ, chẳng hạn như José Gervasio Artigas, Bernardo O'Higgins, José de San Martín, Pedro I, và Simón Bolívar... cùng nhiều anh hùng dân tộc khác.

### Giai đoạn khởi đầu (1960-1969)
Ấn bản đầu tiên của Copa Libertadores diễn ra trong năm 1960. Bảy đội tham gia giải đấu bao gồm: Bahia của Brazil, Jorge Wilstermann của Bolivia, Millonarios của Colombia, Olimpia của Paraguay, Peñarol của Uruguay, San Lorenzo của Argentina và Universidad de Chile. Trận đấu đầu tiên của giải diễn ra vào ngày 19 tháng 4 năm 1960. Đó là trận thắng của Peñarol trước câu lạc bộ Jorge Wilstermann với tỉ số 7-1. Cầu thủ đầu tiên trong lịch sử Copa Libertadores ghi bàn là Carlos Borges của Peñarol. Đội bóng tới từ Uruguay đã đăng quang trong lần đầu tiên tổ chức sau khi đánh bại Olimpia trong trận chung kết và tiếp tục bảo vệ thành công danh hiệu tại giải đấu năm 1961. Đóng góp lớn Peñarol được coi là một trong những nguyên nhân tạo ra giải đấu, nhưng Copa Libertadores đã không nhận được sự chú ý của quốc tế cho đến khi phiên bản thứ ba của nó, đến từ sự thành công của Santos nhờ vào ông vua bóng đá Pelé, là một trong số các câu lạc bộ thành công nhất. Os Santásticos, còn được gọi là O Balé Branco (hoặc ba lê trắng), khiến những người hâm mộ bóng đá thế giới lóa mắt trong thời gian đó, và câu lạc bộ này đã giành danh hiệu năm 1962 sau khi đánh bại Peñarol, đương kim vô địch trong trận chung kết. Một năm sau, O Rei và Coutinho đã chứng minh điều đó, với kỹ năng dắt bóng, và tấn công đẹp mắt thể hiện trong trận chung kết lượt về tại La Bombonera, để giành chiến thắng trước Boca Juniors 2-1 và bảo vệ thành công ngôi vô địch.

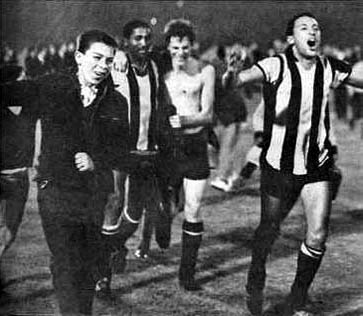
Peñarol vô địch Copa Libertadores năm 1966.

Bóng đá Argentina cuối cùng ghi tên mình vào danh sách người chiến thắng khi vào năm 1964, Independiente trở thành đội vô địch sau khi đánh bại đương kim vô địch Santos trước khi hạ câu lạc bộ của Uruguay là Nacional trong trận chung kết  Năm sau đó, họ cũng đã là đội bóng thứ 3 bảo vệ thành công danh hiệu trong năm 1965;. Peñarol đánh bại River Plate trong một trận playoff để giành danh hiệu thứ ba của mình, và Racing Club de AvellanedaRacing khẳng định vị thế khi vô địch vào năm 1967. Sau thời Santos của Pele, đã không có câu lạc bộ nào với lối đá tấn công như vậy cho đến khi vào năm 1968, với sự ra đời của Estudiantes.

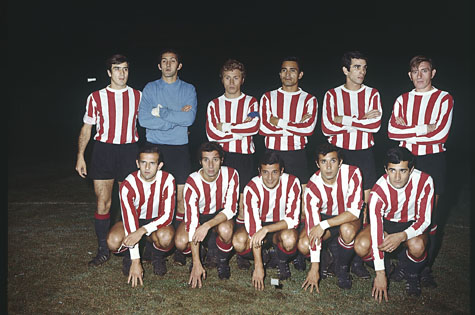
Đội hình vô địch của Estudiantes vào năm 1968, 1969 và 1970.

Estudiantes de La Plata, một câu lạc bộ nhỏ ở vùng bằng đồng Argentina, đã có một phong cách chuẩn bị rất tốt và kết quả đạt được xứng đáng với những gì họ đã bỏ ra. Được dẫn dắt bởi huấn luyện viên (HLV) Osvaldo Zubeldía cùng một đội hình bao gồm Carlos Bilardo, Oscar Malbernat và Juan Ramón Verón.. đã trở thành các tricampeon đầu tiên của giải đấu. Họ giành danh hiệu đầu tiên của mình vào năm 1968 bằng cách đánh bại Palmeiras. Sau đó là liên tiếp hai năm bảo vệ thành công danh hiệu trong năm 1969 và 1970 khi đối đầu với Nacional và Peñarol trong hai trận chung kết. Mặc dù Peñarol là câu lạc bộ đầu tiên giành ba danh hiệu, nhưng Estudiantes lại là câu lạc bộ đầu tiên trong lịch sử Copa Libertadores vô địch 3 lần liên tiếp.

### Thập kỷ của các đội bóng Argentina (1970-1979)
Những năm 1970, duy nhất có 3 lần là các câu lạc bộ của Argentina không lên ngôi vô địch, còn lại lần lượt Estudiantes, Boca Juniors và Independiente lên ngôi vô địch. Trong trận chung kết tái đấu năm 1969, Nacional trở thành nhà vô địch của giải đấu năm 1971 sau khi vượt qua một đội Estudiantes đang suy giảm lực lượng khi mất đi các cầu thủ chủ chốt mà nhờ vào thế hệ đó đã đem đến vinh quang gần đây cho đội bóng. Với hai danh hiệu đã có, Independiente tiếp tục tạo ra một kỳ tích với những cái tên như Francisco Sa, José Omar Pastoriza, Ricardo Bochini và Daniel Bertoniđã liên tiếp 4 lần vô địch vào các năm 1972, 1973, 1974, và 1975  Cho đến nay, lịch sử bóng đá Nam Mỹ mới chỉ có duy nhất Independiente làm được điều này. Sân nhà của Independiente, La Doble Visera, trở thành một trong những thánh địa đáng sợ nhất của các câu lạc bộ khi ghé thăm. Danh hiệu đầu tiên trong thập niên 70 của câu lạc bộ là vào năm 1972 khi Independiente đối đầu với Universitario de Deportes của Peru trong trận chung kết. Universitario trở thành đội bóng đầu tiên đến từ bờ biển Thái Bình Dương (các quốc gia bên bờ Thái Bình Dương) có mặt trong trận chung kết sau khi loại gã khổng lồ Peñarol và đương kim vô địch Nacional. Trận lượt đi tại Lima kết thúc với tỉ số hòa 0-0, nhưng trận lượt về tại Avellaneda, đội bóng tới từ Peru không thể làm gì hơn khi để đội chủ nhà giành chiến thắng với tỉ số 2-1 và trở thành tân vương. Independiente tiếp tục bảo vệ thành công danh hiệu một năm sau đó khi đánh bại Colo-Colo với tổng tỉ số 2-1. Dưới thời Los Diablos Rojos, Independiente trở thành đội bóng thứ hai được giữ chiếc cúp Libertadores khi vào năm 1974 họ đánh bại São Paulo 1-0 trong một trận đấu khó khăn. Trong năm 1975, Unión Española, một câu lạc bộ tới từ Chile cũng không thể truất ngôi vô địch của Independiente khi họ thua trong trận chung kết với tổng tỉ số 2-0.
Triều đại Los Diablos Rojos cuối cùng cũng kết thúc vào năm 1976 khi họ bị đánh bại bởi đội bóng đồng hương là câu lạc bộ River Plate ở giai đoạn thứ hai, trong một trận đấu kịch tính. Tuy nhiên, trong trận chung kết River Plate lại bị đánh bại bởi Cruzeiro của Brazil, kết thúc 13 năm không vô địch Copa Libertadores của các câu lạc bộ Brazil.
Sau khi thất bại trong trận chung kết năm 1963 khi thua Santos của Pele, Boca Juniors cuối cùng cũng xuất hiện trên bản đồ bóng đá lục địa. Đến cuối thập kỷ này, Xeneizes ba năm liên tiếp vào tới trận chung kết. Năm 1977, Boca Juniors giành được chức vô địch đầu tiên trong lịch sử khi chống lại Cruzeiro đang khát khao bảo vệ ngôi vô địch. Sau khi cả hai đội giành được chiến thắng trên sân nhà cùng với tỉ số 1-0, thì tại trận đấu trên sân trung lập sau loạt sút luân lưu, Boca Juniors đã là đội chiến thắng. Câu lạc bộ tiếp tục giành chức vô địch một lần nữa vào năm 1978 sau khi đánh bại Deportivo Cali của Colombia với tỉ số 4-0 trong trận lượt về của vòng chung kết qua đó giành chiến thắng chung cuộc để lên ngôi vô địch. Trong những năm sau đó, người ta đã nghĩ tới việc Boca Juniors cũng sẽ đạt được dấu mốc 3 lần vô địch liên tiếp, nhưng Olimpia đã kết thúc giấc mơ của đội bóng tới từ Argentina sau trận đấu lượt về tại Buenos Aires. Cũng giống như năm 1963, Boca Juniors phải ngước nhìn đội khách nâng cúp Copa Libertadores ngay trên sân nhà của họ và Olimpia trở thành đội bóng đầu tiên của Paraguay (và duy nhất cho đến nay) làm được như vậy.

## Danh hiệu
Đội chiến thắng ngoài danh hiệu, tiền thưởng còn được nhận cúp vô địch gọi là Cúp Libertadores hoặc chỉ đơn giản là Cúp, được trao cho đội chiến thắng tại Copa Libertadores. Chiếc cúp được thiết kế bởi nhà thiết kế người Ý Alberto de Gasperi, một người nhập cư sống tại Peru, làm việc tại Trang sức Camusso ở Lima (thuộc sở hữu của Gasperi) theo yêu cầu của CONMEBOL. Phía trên của chiếc cúp được làm bằng bạc, trừ hình ảnh cầu thủ bóng đá ở trên cùng được làm bằng đồng và phủ một lớp phủ bạc.
Bệ của chiếc cúp có khắc phù hiệu của đội chiến thắng trong mỗi năm, được làm bằng gỗ ép cứng. Phù hiệu cung cấp năm vô địch, tên đầy đủ của các câu lạc bộ chiến thắng, cùng quê hương của đội bóng (thành phố và quốc gia). Bên trái của thông tin đó là biểu tượng của câu lạc bộ. Chiếc cúp hiện nay là chiếc thứ ba trong lịch sử của giải đấu, vào năm 1970 khi  Estudiantes lần thứ ba vô địch giải đấu thì chiếc cúp mang tên của đội bóng đó và họ được giữ chiếc cúp gốc vĩnh viễn. Independiente là đội bóng giữ chiếc cúp thứ hai khi vào năm 1974 họ lần thứ ba liên tiếp vô địch.

## Chung kết Copa Libertadores
| Brasil |

| Brasil |

### Đội vô địch
| Câu lạc bộ              | Số lần vô địch | Số lần Á quân | Năm vô địch                              | Các năm giành vị trí Á quân  |
| ----------------------- | -------------- | ------------- | ---------------------------------------- | ---------------------------- |
| Independiente           | 7              | 0             | 1964, 1965, 1972, 1973, 1974, 1975, 1984 | —                            |
| Boca Juniors            | 6              | 5             | 1977, 1978, 2000, 2001, 2003, 2007       | 1963, 1979, 2004, 2012, 2018 |
| Peñarol                 | 5              | 5             | 1960, 1961, 1966, 1982, 1987             | 1962, 1965, 1970, 1983, 2011 |
| River Plate             | 4              | 4             | 1986, 1996, 2015, 2018                   | 1948,1966, 1976, 2019        |
| Estudiantes             | 4              | 1             | 1968, 1969, 1970, 2009                   | 1971                         |
| Olimpia                 | 3              | 4             | 1979, 1990, 2002                         | 1960, 1989, 1991, 2013       |
| Nacional                | 3              | 3             | 1971, 1980, 1988                         | 1964, 1967, 1969             |
| São Paulo               | 3              | 3             | 1992, 1993, 2005                         | 1974, 1994, 2006             |
| Grêmio                  | 3              | 2             | 1983, 1995, 2017                         | 1984, 2007                   |
| Santos                  | 3              | 1             | 1962, 1963, 2011                         | 2003                         |
| Cruzeiro                | 2              | 2             | 1976, 1997                               | 1977, 2009                   |
| Internacional           | 2              | 1             | 2006, 2010                               | 1980                         |
| Atlético Nacional       | 2              | 1             | 1989, 2016                               | 1995                         |
| Flamengo                | 2              | 0             | 1981, 2019                               | —                            |
| Vasco da Gama           | 1              | 0             | 1998                                     | —                            |
| Palmeiras               | 2              | 3             | 1999, 2021                               | 1961, 1968, 2000             |
| Colo-Colo               | 1              | 1             | 1991                                     | 1973                         |
| Racing                  | 1              | 0             | 1967                                     | —                            |
| Argentinos Juniors      | 1              | 0             | 1985                                     | —                            |
| Vélez Sársfield         | 1              | 0             | 1994                                     | —                            |
| Once Caldas             | 1              | 0             | 2004                                     | —                            |
| LDU Quito               | 1              | 0             | 2008                                     | —                            |
| Corinthians             | 1              | 0             | 2012                                     | —                            |
| Atlético Mineiro        | 1              | 0             | 2013                                     | —                            |
| San Lorenzo             | 1              | 0             | 2014                                     | —                            |
| América                 | 0              | 4             | —                                        | 1985, 1986, 1987, 1996       |
| Deportivo Cali          | 0              | 2             | —                                        | 1978, 1999                   |
| Cobreloa                | 0              | 2             | —                                        | 1981, 1982                   |
| Newell's Old Boys       | 0              | 2             | —                                        | 1988, 1992                   |
| Barcelona               | 0              | 2             | —                                        | 1990, 1998                   |
| Universitario           | 0              | 1             | —                                        | 1972                         |
| Unión Española          | 0              | 1             | —                                        | 1975                         |
| Universidad Católica    | 0              | 1             | —                                        | 1993                         |
| Sporting Cristal        | 0              | 1             | —                                        | 1997                         |
| Cruz Azul               | 0              | 1             | —                                        | 2001                         |
| São Caetano             | 0              | 1             | —                                        | 2002                         |
| Atlético Paranaense     | 0              | 1             | —                                        | 2005                         |
| Fluminense              | 0              | 1             | —                                        | 2008                         |
| Guadalajara             | 0              | 1             | —                                        | 2010                         |
| Nacional                | 0              | 1             | —                                        | 2014                         |
| UANL                    | 0              | 1             | —                                        | 2015                         |
| Independiente del Valle | 0              | 1             | —                                        | 2016                         |
| Lanús                   | 0              | 1             | —                                        | 2017                         |

### Quốc gia
| Quốc gia  | Số lần vô địch | Số lần á quân |
| --------- | -------------- | ------------- |
| Argentina | 25             | 12            |
| Brazil    | 19             | 15            |
| Uruguay   | 8              | 8             |
| Colombia  | 3              | 7             |
| Paraguay  | 3              | 5             |
| Chile     | 1              | 5             |
| Ecuador   | 1              | 3             |
| Mexico    | 0              | 3             |
| Peru      | 0              | 2             |
| Bolivia   | 0              | 0             |
| Venezuela | 0              | 0             |